# احمد سمیر فرج
احمد سمیر فرج (عربی: أحمد سمير فرج؛ زادهٔ ۲۰ مهٔ ۱۹۸۶) یک ورزشکار اهل مصر است.
از باشگاه‌هایی که در آن بازی کرده‌است می‌توان به سوشو ، باشگاه ورزشی اسماعیلی، باشگاه ورزشی زمالک،  تیم ملی فوتبال مصر، و باشگاه ورزشی الاهلی مصر اشاره کرد.
وی همچنین در تیم ملی فوتبال مصر بازی کرده است.